# Kim Nguyen
Kim Nguyen (nascut el 1974) és un director de cinema i guionista canadenc, conegut per la seva pel·lícula de 2012 Rebelle que va rebre nombrosos honors, inclosa una nominació als Premis Oscar al Millor pel·lícula en llengua estrangera.

## Primers anys
Nascut i criat a Montreal, Quebec de pare vietnamita i mare francocanadenca, és graduat el 1997 a la Universitat Concordia a Montreal, on va obtenir un BFA. El seu coneixement de la manipulació d'imatges assistida per ordinador es va aprofundir mentre donava classes de llenguatge cinematogràfic i guió a l'Institut de création artique et de recherche en infographie (ICARI) i Collège Jean-de-Brébeuf a Mont-real.

## Carrera
Kim ha dirigit diversos llargmetratges com Rebelle (2012), Eye on Juliet (2017) i The Hummingbird Project (2018). Per a Rebelle, la pel·lícula va ser la màxima guanyadora dels 1rs Canadian Screen Awards, a més d'haver estat nomenada Millor pel·lícula i guanyar premis d'actuació per a dos. de les seves estrelles, el mateix Nguyen va guanyar els premis al Millor Director i al Millor Guió Original, que també li va valer una nominació als Premis Oscar a la Millor pel·lícula en llengua estrangera.Després de Rebelle, Kim Nguyen va ser un dels 276 nous membres convidats per l'Acadèmia d'Arts i Ciències Cinematogràfiques. El 2019 va ser el patró i comissari del festival de cinema Festival Vues dans la tête de... de Rivière-du-Loup.

## Filmografia

### Cinema

#### Llargmetratges
| Any  | Pel·lícula              | Títol Original          | Referències |
| ---- | ----------------------- | ----------------------- | ----------- |
| 2002 | The Marsh               | Le Marais               | [ 12 ]      |
| 2008 | Truffle                 | Truffe                  | [ 13 ]      |
| 2010 | City of Shadows         | La Cité                 | [ 14 ]      |
| 2012 | War Witch               | Rebelle                 | [ 15 ]      |
| 2016 | Two Lovers and a Bear   | Two Lovers and a Bear   | [ 16 ]      |
| 2017 | Eye on Juliet           | Eye on Juliet           | [ 17 ]      |
| 2018 | The Hummingbird Project | The Hummingbird Project | [ 18 ]      |

#### Curtmetratges
| Anys | Pel·lícula    | Títol original | Referències |
| ---- | ------------- | -------------- | ----------- |
| 2000 | Soleil glacé  | Soleil glacé   | [ 19 ]      |
| 2004 | The Glove     | Le Gant        | [ 20 ]      |
| 2012 | Denis Marleau | Denis Marleau  | [ 21 ]      |

#### Documentals
| Any  | Pel·lícula               | Títol original  | Referències |
| ---- | ------------------------ | --------------- | ----------- |
| 2007 | Happiness Bound          | Happiness Bound | [ 22 ]      |
| 2012 | Blush Of Fruit           | Blush Of Fruit  | [ 23 ]      |
| 2014 | The Empire Of The Scents | Le Nez          | [ 24 ]      |

### Televisió
| Any  | Títol             | Notes                                                                   | Plantilla:Refh |
| ---- | ----------------- | ----------------------------------------------------------------------- | -------------- |
| 2006 | La chambre no. 13 | S1, E9: Le rat                                                          | [ 25 ]         |
| 2017 | Bellevue          | S1, E5: How Do I Remember? S1, E6: The Problem with the Truth           | [ 26 ]         |
| 2019 | Anne with an E    | S3, E2: There Is Something at Work in My Soul Which I Do Not Understand | [ 27 ]         |
| 2022 | Transplant        | S2, E9: Between & E10: Shadows S3, Episode 5: Nadir                     | [ 28 ]         |

## Reconeixements
| Organitzacions                                              | Categoria | Treball                                                | Resultat              | Ref.      |        |
| ----------------------------------------------------------- | --------- | ------------------------------------------------------ | --------------------- | --------- | ------ |
| Premis Oscar                                                | 2013      | Millor pel·lícula en llengua estrangera                | Rebelle               | Nominat   | [ 29 ] |
| Festival Internacional de Cinema de Berlín                  | 2012      | Ós d'Or                                                | Rebelle               | Nominat   | [ 30 ] |
| Festival Internacional de Cinema de Berlín                  | 2012      | Premi del Jurat Ecumènic – Menció Especial             | Rebelle               | Guanyador | [ 31 ] |
| Festival de Cinema de Cambridge                             | 2012      | Premi del públic a la millor pel·lícula de ficció      | Rebelle               | Guanyador | [ 32 ] |
| Canadian Screen Awards                                      | 2013      | Millor director                                        | Rebelle               | Guanyador | [ 33 ] |
| Canadian Screen Awards                                      | 2013      | Millor guió                                            | Rebelle               | Guanyador | [ 33 ] |
| Premis Cinema for Peace                                     | 2013      | Pel·lícula més valuosa de l'any                        | Rebelle               | Nominat   | [ 34 ] |
| Sindicat de Directors del Canadà                            | 2017      | Assoliment destacat de la direcció en el llargmetratge | Two Lovers and a Bear | Nominat   | [ 35 ] |
| Fantastic Fest                                              | 2009      | Millor director fantàstic                              | Truffle               | Guanyador | [ 36 ] |
| Cercle de Crítics de Cinema d'Austràlia                     | 2014      | Millor llargmetratge documental                        | Blush of Fruit        | Nominat   | [ 37 ] |
| Fresh Film Festival                                         | 2009      | Fresh Generation                                       | Truffle               | Guanyador | [ 38 ] |
| Premis Independent Spirit                                   | 2013      | Millor pel·lícula de parla no anglesa                  | Rebelle               | Nominat   | [ 39 ] |
| Festival de Cinema de Milwaukee                             | 2013      | Herzfeld Competition Award                             | Rebelle               | Guanyador | [ 40 ] |
| Festival Internacional de Cinema Negre de Montreal          | 2013      | Premi Vanguard                                         | —                     | Honorat   | [ 41 ] |
| Prix Iris                                                   | 2003      | Millor director                                        | La Marais             | Nominat   | [ 42 ] |
| Prix Iris                                                   | 2003      | Millor guió                                            | La Marais             | Nominat   | [ 42 ] |
| Prix Iris                                                   | 2011      | Millor director                                        | La Cité               | Nominat   | [ 43 ] |
| Prix Iris                                                   | 2013      | Millor director                                        | Rebelle               | Guanyador | [ 44 ] |
| Prix Iris                                                   | 2013      | Millor guió                                            | Rebelle               | Guanyador | [ 45 ] |
| Prix Iris                                                   | 2013      | La pel·lícula més exitosa fora del Quebec              | Rebelle               | Nominat   | [ 45 ] |
| Prix Iris                                                   | 2017      | Millor director                                        | Two Lovers and a Bear | Nominat   | [ 46 ] |
| Prix Iris                                                   | 2017      | Millor guió                                            | Two Lovers and a Bear | Nominat   | [ 46 ] |
| Prix Iris                                                   | 2017      | La pel·lícula més exitosa fora del Quebec              | Two Lovers and a Bear | Nominat   | [ 46 ] |
| XLV Festival Internacional de Cinema Fantàstic de Catalunya | 2012      | Premi Noves Visions                                    | Rebelle               | Guanyador | [ 47 ] |
| Festival de Cinema de Tribeca                               | 2012      | Millor llargmetratge narratiu                          | Rebelle               | Guanyador | [ 48 ] |
| Festival Internacional de Cinema de Vancouver               | 2012      | Millor llargmetratge canadenc                          | Rebelle               | Nominat   | [ 49 ] |
| Festival Internacional de Cinema de Venècia                 | 2017      | Venice Days – Premi Fedeora a la millor pel·lícula     | Eye on Juliet         | Guanyador | [ 50 ] |
| Festival Internacional de Cinema de Vietnam                 | 2013      | Premi Trống Đồng del Gran Jurat a la millor pel·lícula | Rebelle               | Guanyador | [ 51 ] |
| World Cinema Amsterdam                                      | 2012      | Premis del Públic                                      | Rebelle               | Guanyador | [ 52 ] |
| Sindicat de Guionistes del Canadà                           | 2017      | Llargmetratge                                          | Two Lovers and a Bear | Nominat   | [ 53 ] |